# .paris
.paris est un domaine de premier niveau générique destiné aux sites web en rapport avec la ville de Paris en France.
La ville de Paris a décidé de prendre part au programme pour de nouvelles extensions initié par l'ICANN en juin 2008, et est soutenu par l'Association française pour le nommage Internet en coopération (Afnic). Des adresses internet ont été activées à la mi-2014 pour 100 ambassadeurs du domaine, des institutions, grandes entreprises, start-ups, ou particuliers sélectionnés par la ville comme étant emblématiques de la « marque » Paris.
Cette extension a été l'objet d'une fête organisée par la ville de Paris.
Lors du lancement, les noms de domaine correspondant à des noms de lieux parisiens (rues, places...) ont été réservés aux autorités concernées. D'autres, très génériques, ont été bloqués sans que le registre n'ait encore pris de décision sur la méthode d'attribution.
De septembre à novembre 2014, les ayants droit de marques (protégées, noms de société, noms de communes françaises...) bénéficiaient d'une priorité à l'enregistrement des noms de domaine en PARIS. Il était également possible d'effectuer, sans disposer de droits particuliers, des noms de domaine avant l'ouverture à tous à un tarif plus élevé, voir aux enchères si plusieurs candidats convoitaient le même nom de domaine.
Depuis le 2 décembre 2014, le .paris est ouvert à tous. Les noms de domaine disponibles sont attribués selon le principe du premier arrivé, premier servi.

## Statistiques d'usage
En janvier 2025, environ 19 500 domaines utilisent l'extension .paris.